# Corticarina lutea
Corticarina lutea là một loài bọ cánh cứng trong họ Latridiidae. Loài này được Rucker miêu tả khoa học năm 1979.